# Peniocereus zopilotensis
Peniocereus zopilotensis  es una especie de planta del género Peniocereus, de la familia de los cactus, orden Caryophyllales.

## Descripción
Peniocereus zopilotensis crece como un arbusto con brotes inclinados a trepadores y raíces bulbosas. Los brotes desnudos miden hasta 4 metros de largo y tienen un diámetro de 1 a 1,5 centímetros. Las areolas negras se sientan en las 16 a 20 costillas. Las una o dos espinas centrales son de color marrón rojizo y de 2 a 3 milímetros de largo. Las ocho a diez espinas radiales blancas en forma de aguja se presionan y miden entre 1,5 y 3 milímetros de largo.
Las flores de color tubular a embudo, de color blanquecino a crema, aparecen lateralmente en los brotes y se abren por la noche. Su pericarpelo abultado está ligeramente cubierto de lana blanca y tiene algunas espinas en la base. Los frutos escarlatas, con forma de pera u oblongos, alcanzan una longitud de hasta 3,5 centímetros y un diámetro de 2 centímetros.

## Distribución
Peniocereus zopilotensis se distribuye en el estado mexicano de Guerrero.

## Taxonomía
La primera descripción como Wilcoxia zopilotensis fue hecha en 1969 por botánico mexicano Jorge Meyrán (1918-2022) con la publicación Cactaceas y Suculentas Mexicanas 14: 52, fig. 21-24. El botánico austríaco y especialista en cactus Franz Buxbaum (1900-1979) colocó la especie en el género Peniocereus en 1975 con la publicación Kakteen 62: CIIa. Un sinónimo es Neoevansia zopilotensis (J.Meyrán) Sánchez-Mej.
Etimología
Peniocereus: nombre genérico que deriva de las palabras del latín: penio  que significa "cola" y cereus, el género de cactus del que partió.
zopilotensis: el epíteto se refiere a la distribución en el Cañón del Zopilote.
En la Lista Roja de Especies Amenazadas de la UICN, la especie está clasificada como "En Peligro Crítico (CR)". Catalogada como en peligro crítico.